# Championnats du monde d'Ironman 70.3 2015
Navigation
Édition précédente Édition suivante
Les championnats du monde d'Ironman 70.3 2015 se déroule le 30 août 2015 à Zell am See en  Autriche. Ils sont organisés par la World Triathlon Corporation.

## Résumé de course
Le triathlète allemand Jan Frodeno remporte la finale du championnat du monde d'Ironman 70.3 devant son compatriote Sebastian Kienle et le tenant du titre, l'Espagnol Francisco Javier Gómez Noya. Au terme d'une course très disputée qu'il termine en 3 h 51 min 19 s, le champion olympique 2008 sur courte distance, remporte son premier titre majeur sur longue distance. Côté féminin, la Suissesse tenante du titre Daniela Ryf renouvelle sa performance de 2014 en s'imposant pour la deuxième fois en deux participations, devant la Canadienne Heather Wurtele et l'Allemande Anja Beranek en 4 h 11 min 34 s. C'est la ville de Zell am See en Autriche qui est la première ville européenne à accueillir une édition de ce championnat du monde.

## Résultats du championnat du monde

### Hommes
| Pos.    | Temps           | Nom                  | Pays      | Détail temps | Détail temps | Détail temps    | Détail temps | Détail temps    |
| Pos.    | Temps           | Nom                  | Pays      | Natation     | T1           | Cyclisme        | T2           | Course à pied   |
| ------- | --------------- | -------------------- | --------- | ------------ | ------------ | --------------- | ------------ | --------------- |
|         | 3 h 51 min 19 s | Jan Frodeno          | Allemagne | 22 min 14 s  | 2 min 03 s   | 2 h 09 min 04 s | 1 min 26 s   | 1 h 16 min 32 s |
|         | 3 h 52 min 48 s | Sebastian Kienle     | Allemagne | 24 min 04 s  | 2 min 03 s   | 2 h 09 min 54 s | 1 min 25 s   | 1 h 15 min 22 s |
|         | 3 h 55 min 05 s | Javier Gómez         | Espagne   | 22 min 12 s  | 2 min 04 s   | 2 h 13 min 38 s | 1 min 36 s   | 1 h 15 min 35 s |
| 4       | 3 h 56 min 28 s | Bart Aernouts        | Belgique  | 25 min 38 s  | 2 min 06 s   | 2 h 12 min 07 s | 1 min 42 s   | 1 h 14 min 55 s |
| 5       | 3 h 56 min 34 s | Michael Raelert      | Allemagne | 22 min 15 s  | 2 min 10 s   | 2 h 13 min 19 s | 1 min 33 s   | 1 h 17 min 17 s |
| 6       | 3 h 56 min 52 s | Andreas Böcherer     | Allemagne | 22 min 12 s  | 2 min 16 s   | 2 h 09 min 00 s | 1 min 40 s   | 1 h 21 min 44 s |
| 7       | 3 h 57 min 47 s | Jan van Berkel       | Suisse    | 22 min 27 s  | 2 min 03 s   | 2 h 13 min 15 s | 1 min 28 s   | 1 h 18 min 34 s |
| 8       | 3 h 58 min 44 s | Tyler Butterfield    | Bermudes  | 24 min 05 s  | 1 min 58 s   | 2 h 13 min 48 s | 1 min 34 s   | 1 h 17 min 19 s |
| 9       | 3 h 58 min 58 s | Andreas Dreitz       | Allemagne | 23 min 04 s  | 2 min 06 s   | 2 h 07 min 35 s | 1 min 36 s   | 1 h 24 min 37 s |
| 10      | 4 h 00 min 11 s | Albert Moreno Molins | Espagne   | 24 min 30 s  | 2 min 22 s   | 2 h 14 min 32 s | 1 min 49 s   | 1 h 16 min 58 s |
| Source: |                 |                      |           |              |              |                 |              |                 |

### Femmes
| Pos.    | Temps           | Nom             | Pays            | Détail temps | Détail temps | Détail temps    | Détail temps | Détail temps    |
| Pos.    | Temps           | Nom             | Pays            | Natation     | T1           | Cyclisme        | T2           | Course à pied   |
| ------- | --------------- | --------------- | --------------- | ------------ | ------------ | --------------- | ------------ | --------------- |
|         | 4 h 11 min 34 s | Daniela Ryf     | Suisse          | 23 min 46 s  | 2 min 03 s   | 2 h 21 min 10 s | 1 min 26 s   | 1 h 22 min 51 s |
|         | 4 h 23 min 07 s | Heather Wurtele | Canada          | 26 min 33 s  | 2 min 03 s   | 2 h 27 min 39 s | 1 min 25 s   | 1 h 24 min 56 s |
|         | 4 h 24 min 10 s | Anja Beranek    | Allemagne       | 24 min 32 s  | 2 min 04 s   | 2 h 24 min 18 s | 1 min 36 s   | 1 h 31 min 17 s |
| 4       | 4 h 25 min 33 s | Magali Tisseyre | Canada          | 24 min 55 s  | 2 min 06 s   | 2 h 27 min 56 s | 1 min 42 s   | 1 h 28 min 45 s |
| 5       | 4 h 27 min 39 s | Alicia Kaye     | États-Unis      | 24 min 03 s  | 2 min 10 s   | 2 h 28 min 58 s | 1 min 33 s   | 1 h 30 min 35 s |
| 6       | 4 h 29 min 53 s | Julia Gajer     | Allemagne       | 24 min 46 s  | 2 min 16 s   | 2 h 33 min 06 s | 1 min 40 s   | 1 h 27 min 33 s |
| 7       | 4 h 30 min 31 s | Susie Cheetham  | Grande-Bretagne | 26 min 34 s  | 2 min 03 s   | 2 h 34 min 52 s | 1 min 28 s   | 1 h 25 min 01 s |
| 8       | 4 h 30 min 47 s | Ricarda Lisk    | Allemagne       | 24 min 03 s  | 1 min 58 s   | 2 h 35 min 38 s | 1 min 34 s   | 1 h 27 min 14 s |
| 9       | 4 h 31 min 00 s | Lauren Barnett  | États-Unis      | 26 min 36 s  | 2 min 06 s   | 2 h 32 min 18 s | 1 min 36 s   | 1 h 27 min 52 s |
| 10      | 4 h 31 min 47 s | Emma Bilham     | Suisse          | 24 min 52 s  | 2 min 22 s   | 2 h 32 min 38 s | 1 min 49 s   | 1 h 30 min 24 s |
| Source: |                 |                 |                 |              |              |                 |              |                 |